# Сорочинський Петро
Петро Сорочинський (*д/н —після 1710) — український політичний та військовий діяч, кошовий отаман Запорізького війська, представник старшої, консервативнішої частини козацтва.

## Життєпис
Про місце і дату народження немає відомостей. У 1701–1702 роках обіймав посаду кошового отамана. В цей час підтримував дружні стосунки з гетьманом Іваном Мазепою. Втім у 1702 році поступився владою Костю Гордієнку.
У 1707 році знову обирається кошовим отаманом. Того ж року на Запоріжжя оголосився Кіндрат Булавін, який намагався отримати у запорожців підкріплення проти Москви. Але Сорочинський умить зміркував, що коли до повстанців приєднаються запорожці на чолі з кошовим, це вже означатиме війну з Московією. А ні Запоріжжя, ні загалом Україна, гетьманом якої був проросійськи настроєний — на той час — Мазепа, до такої війни не готові. Тому кошовому не забракло мудрості втримати своїх козаків від авантюри. Оскільки ж Булавіна це не влаштовувало і він спробував самотужки збунтувати козацтво, то Сорочинський спровадив його з Січі в Кодак. Не розуміючи всієї складності політичної обстановки, козацька сірома обурилася з поведінки кошового і відібрала в його клейноди. На отамана гукнули Костя Гордієнка.
У 1709 році після того, як Гордієнко рушив на з'єднання з Мазепою, Сорочинського знову обирають отаманом. В цей період він стає прихильником кримськотатарської орієнтації й противником польсько-шведської, яку репрезентував тоді Кость Гордієнко. Хоча московський уряд сподівався від Сорочинського зміни антимосковської політики Запоріжжя й розриву запорозько-шведського союзу, але Сорочинський не був прихильником Москви.
Навесні того ж року цар Петро I наказав полковнику Яковлеву знищити Запорізьку Січ. Полковник підняв три полки і, приєднуючи місцеві гарнізони, пішов з ними з Києва на Запоріжжя. Він спалив містечко Келеберду, штурмом здобув Перевалочну й нарешті наблизився до Січі. Тому Сорочинський зі своїм джурою, без супроводу та охорони поїхав до Криму, щоб дістати там допомогу проти московської навали у хана Девлета II. На цей час наказним отаманом стає Яким Богуш.
По поверненню з Криму зостав знищену Січ. Кошовий подався до ватаги, яка підшукала собі нове становище — там, де в Дніпро впадає річка Кам'янка. Місцина для спорудження нової Січі здалася кошовому годящою. Сорочинський знову подався до Криму просити, щоб хан узяв Січ під свою протекцію. Переселення в Олешківську Січ відбувалося вже за кошового Костя Гордієнка. Подальша доля Сорочинського невідома.